# Martin Ševela
Martin Ševela (* 20. listopadu 1975, Most pri Bratislave) je bývalý slovenský fotbalový obránce, naposledy působící v klubu FK AS Trenčín. Mimo Slovensko působil jako hráč na klubové úrovni v Česku. V současnosti je trenér, od září 2019 kouč polského Zagłębie Lubin. Preferuje ofenzivní pojetí kopané dle své oblíbené fotbalové školy – nizozemské.

## Hráčská kariéra
Je odchovancem týmu FK AŠK Inter Slovnaft Bratislava, kde se v roce 1995 propracoval do seniorské kategorie a v sezoně 1994/95 získal s mužstvem Slovenský pohár. V ročníku 1999/00 vybojoval s Interem ligový titul a získal s ním i domácí pohár, tyto úspěchy se klubu podařilo zopakovat i v následující sezoně. V bratislavském celku působil nepřetržitě až do ledna 2002, v roce 1999 pouze krátce hostoval v týmu FK Ozeta Dukla Trenčín. Následně nastupoval v letech 2002-2004 za mužstvo FK Dubnica nad Váhom a ročník 2004/05 strávil v českém klubu 1. FK Drnovice, se kterým sestoupil do druhé nejvyšší soutěže. V létě 2007 zamířil zpět do vlasti a upsal se Slovanu Bratislava, kterému na jaře 2006 pomohl k návratu do první ligy. V zimním přestupovém období sezony 2006/07 se vrátil do Interu Bratislava, ve kterém tentokrát zažil období v nejvyšší soutěži i druhé lize. Následně zamířil zpět do Trenčína, který z pozice kapitána celku dovedl k postupu do nejvyšší slovenské soutěže. V létě 2012 ukončil v sedmatřiceti letech svoji profesionální hráčskou kariéru.

## Trenérská kariéra

### AS Trenčín
Kariéru trenéra zahájil v ročníku 2012/13 v Trenčíně, kde nejprve působil jako asistent Adriána Guľi. Po Guľově odchodu do celku MŠK Žilina vykonával stejnou funkci i v realizačním týmu Ľuboše Nosického. V září 2013 převzal po odvolaném Nosickém funkci hlavního trenéra A-mužstva FK AS Trenčín. Jako hlavní kouč byl však oficiálně prezentován Ivan Vrabec, jelikož Ševela neměl potřebnou trenérskou licenci.
Premiérový zápas na lavičce Trenčína odkoučoval v devátém kole hraném 14. 9. 2013 proti Žilině (výhra 3:1). V sezóně 2014/15 dovedl Trenčín poprvé v historii k triumfu ve slovenském poháru, ve finále zdolali jeho hráči tým FK Senica v penaltovém rozstřelu. Ve stejném ročníku se svým mužstvem vyhrál historicky poprvé slovenskou nejvyšší soutěž a tím pádem mohl slavit zisk double. 4. října 2015 uzavřel s vedením nový tříletý kontrakt. V lednu 2016 dokončil studium a získal trenérskou UEFA Pro licenci nutnou k vykonávání funkce hlavního trenéra, krátce předtím absolvoval stáž v nizozemském klubu AZ Alkmaar. Na jaře 2016 s trenčínským týmem obhájil double, prvenství ve slovenském poháru i v lize. V létě 2016 o jeho služby projevil zájem Slovan Bratislava, angažmá ale nakonec nedopadlo. V září 2017 jej vedení AS odvolalo z funkce hlavního kouče a celek převzala dvojice Roman Marčok - Vladimír Cifranič. Na lavičce Trenčína odkoučoval 136 ligových zápasů, další přidal v předkolech Evropské ligy UEFA a Ligy mistrů UEFA.

### ŠK Slovan Bratislava
V říjnu 2017 jej angažoval na post hlavního trenéra Slovan Bratislava. S vedením "belasých" podepsal smlouvu na tři roky a vystřídal ve funkci kouče Ivana Vukomanoviće.

#### Sezóna 2017/18
Premiéra na lavičce Slovanu nebyla úspěšná, jelikož jeho svěřenci podlehli v 15. kole hraném 3. listopadu 2017 mužstvu FC DAC 1904 Dunajská Streda v poměru 1:2. 1. května 2018 jeho hráči porazili ve finále slovenského poháru hraného v Trnavě celek MFK Ružomberok v poměru 3:1 a obhájili tak zisk této trofeje z předešlé sezony 2016/17. Ševela se díky tomuto úspěchu stal po trenéru Vičanovi a Jankechovi třetím koučem, který získal třikrát domácí pohár.

#### Sezóna 2018/19
Na podzim 2018 postoupili jeho svěřenci přes moldavský klub FC Milsami Orhei (výhry 4:2 a 5:0) a tým Balzan FC z Malty (prohra 1:2 a výhra 3:1) do třetího předkola Evropské ligy UEFA 2018/19, v němž Slovan vypadl po výhře 2:1 a prohře 0:4 s rakouským celkem Rapid Vídeň. 14. 4. 2019 vybojoval se svými hráči po výhře 3:0 nad mužstvem MŠK Žilina šest kol před koncem ročníku mistrovský titul. 25. května 2019 byl zvolen za nejlepšího trenéra sezony 2018/19 Fortuna ligy.

#### Sezóna 2019/20
V červenci 2019 jej vedení po ostudném vypadnutí v prvním předkole Ligy mistrů UEFA 2019/20 s černohorským klubem FK Sutjeska Nikšić společně s jeho asistentem Ivanem Vrabcem odvolalo.

### Zagłębie Lubin
16. září 2019 převzal jako hlavní kouč polský tým Zagłębie Lubin, se kterým uzavřel kontrakt do léta 2020 s automatickým prodloužením v případě účasti v mistrovské skupině Ekstraklasy. Asistenta mu dělal stejně jako v jeho předchozích působištích Ivan Vrabec. Při své premiéře na lavičce Lubinu jeho svěřenci remizovali v devátém kole 4:4 na hřišti Śląsku Wrocław.